# 오치군 (시마네현)

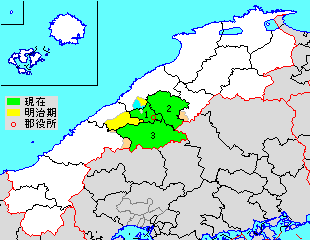
오치군의 실제 위치

오치군(일본어: 邑智郡)은 일본 시마네현의 군이다. 
인구 15,994명, 면적 808.64km², 인구밀도 19.8명/km².(2025년 3월 1일, 추계인구)
이하 3정으로 구성된다..
- 오난정(邑南町)
- 가와모토정(川本町)
- 미사토정(美郷町)

## 역사
- 2004년 10월 1일에는 다음과 같은 행정 변화가 있다.
  - 이와미정, 미즈호정, 하스미촌을 통합, 오난정으로 개편되었다.
  - 오치정, 다이와촌이 합병하여 미사토정으로 개편되었다.
  - 사쿠라에정은 고쓰시에 편입되었다.